# Cantó d'Ouangani
El cantó d'Ouangani és un cantó francès del departament d'ultramar de Mayotte. Abasta el municipi d'Ouangani.

## Història
| Data d'elecció                           | Identitat        | Partit         | Qualitat |
| ---------------------------------------- | ---------------- | -------------- | -------- |
| 2004-2011                                | Hadadi Andjilani | UMP            |          |
| 2011-                                    | Rastami Abdou    | Sense etiqueta |          |
| les dades anteriors no són pas conegudes |                  |                |          |
|                                          |                  |                |          |